# Design sprint

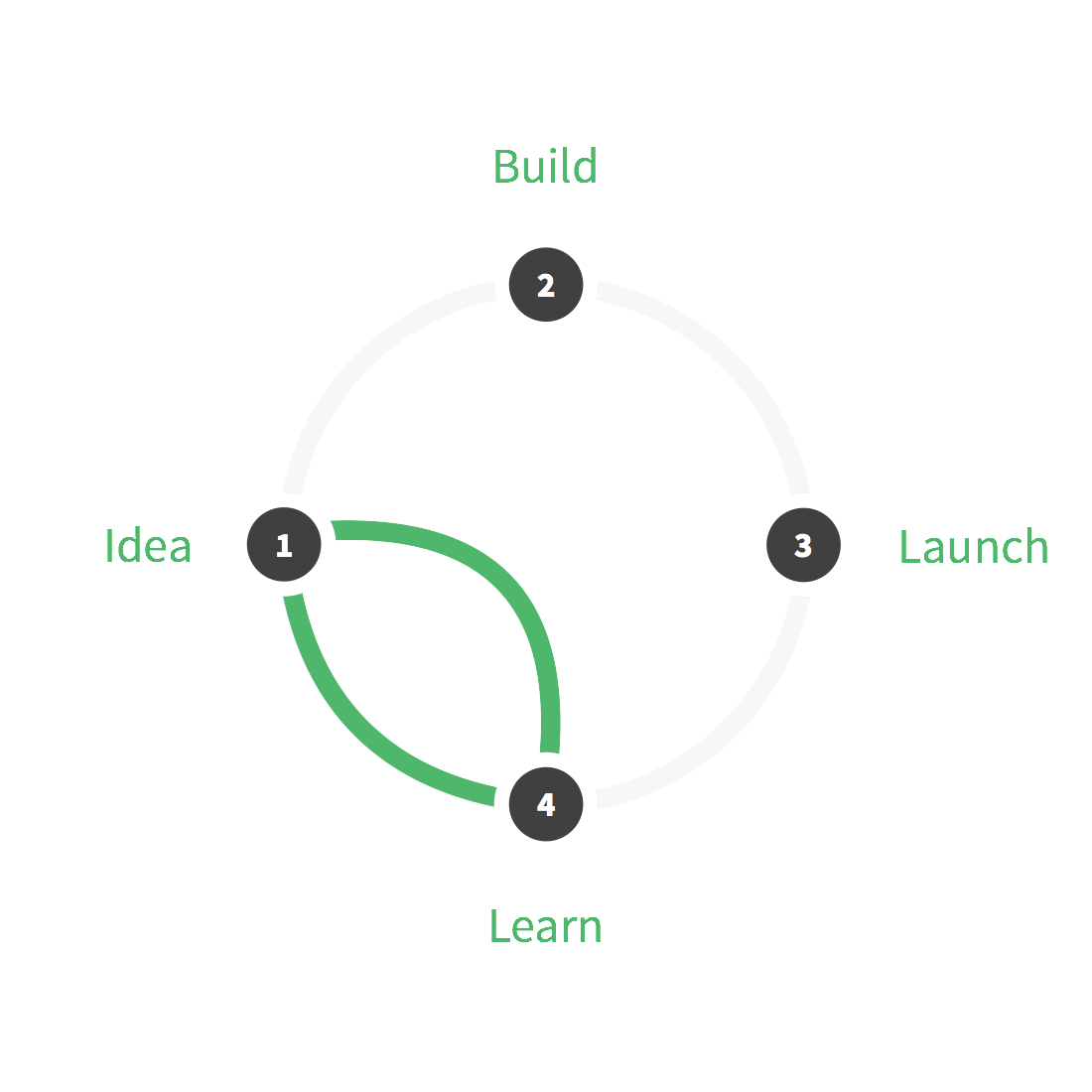
Avec un design sprint, on évite de réaliser un cycle lean complet, en s'épargnant la construction proprement dite du produit. Le Sprint est un raccourci permettant de passer rapidement du stade de l'idée à l'apprentissage, via les retours rapides d'utilisateurs.

Le design sprint est un processus de création utilisé par les startups ou les grandes entreprises et reposant sur une contrainte temporelle, en principe cinq jours, au cours desquels sont mises en œuvre les cinq étapes du design thinking. Son but est de réduire le risque lors de la mise sur le marché de nouveaux services ou de produits innovants, en explorant le maximum d'idées et en ne prototypant que les meilleures, qui seront testées sur de vrais utilisateurs lors du dernier jour. 
Ce processus permet à l'équipe, en définissant clairement les objectifs, de valider ou d'invalider des hypothèses et de se décider sur une feuille de route avant que la première ligne de code ne soit écrite. Les principes fondamentaux de ce processus sont :  unité de temps et de lieu, équipes pluridisciplinaires, prototypage rapide et tests utilisateurs.
La méthode a été développée et popularisée par Jake Knapp, John Zeratsky et Braden Kowitz au sein de Google Ventures et est aujourd'hui utilisée dans presque toutes les industries.

## Origines du concept
Le design sprint a été créé et affiné par Jake Knapp de 2010 à 2016 dans le cadre de son travail de designer à GV (anciennement Google Ventures) 
Knapp constate au début de sa carrière que les ateliers de brainstorming sont un outil très utilisé pour concevoir des produits innovants, alors que des études ont démontré dès 1958 que le groupe pouvait avoir un effet inhibant sur les individus et leur créativité. Il cherche alors des alternatives. 
Les origines du design sprint sont à rechercher dans l'intérêt que portait Knapp au travail d'IDEO et de la dschool, l'institut de design de l'Université de Stanford. Inspiré par le potentiel d'innovation d'ateliers tels que le Deep Dive en cinq jours, Knapp décide d'expérimenter et d'importer certaines de ces techniques au sein de Google.
C'est lors d'un atelier collaboratif d'une semaine à Stockholm qui permet l'élaboration d'un premier MVP de Google Hangouts (aujourd'hui Google Meet) que le concept de design sprint voit véritablement le jour[réf. souhaitée].
Sur la base des enseignements acquis lors de 150 sprints menés avec des startups telles que Slack, Blue Bottle Coffee, Nest ou Uber, Knapp publie alors en 2016 un livre pour faire connaître la méthode,.

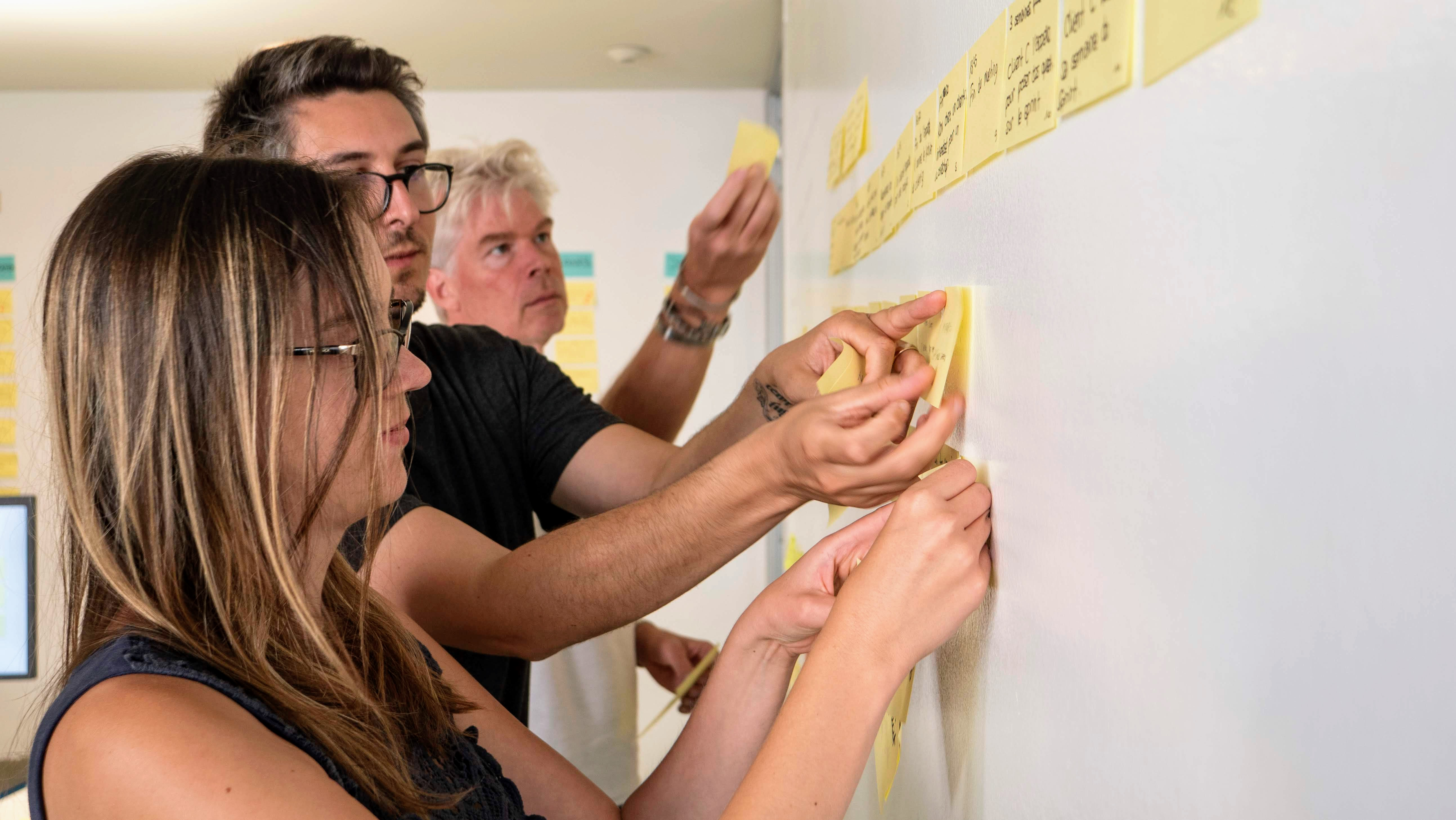
Atelier de design sprint en Suisse.

## Origines du nom
Le nom design sprint se rapporte aux sprints du cycle de développement agile, qui reprend les mêmes principes de l'apprentissage précoce afin de pouvoir modifier le produit en cours de création. Si l'agile se rapporte au développement proprement dit, le design sprint intervient en amont et sert à amorcer le projet. 

## Exemples de situations invitant undesign sprint
- Lancement d'un nouveau produit ou service.
- Extension ou redesign d'une plateforme existante.
- Problèmes ergonomiques ou d'ordre émotionnel affectant les ventes (par exemple, un taux élevé d'abandon du panier[6]).
- Lancement d'un projet complexe demandant la collaboration étroite de plusieurs acteurs.
- Autonomisation de l'équipe et amélioration du partage et de la collaboration[7]
- Création d'un momentum[Quoi ?] lors de la transformation numérique d'une entreprise.

## Phases
Lors de la phase de préparation du sprint, l'équipe de projet adéquate sera constituée, une salle est réservée et les agendas de chacun sont libérés. Un facilitateur (le Sprintmaster) est désigné ou recruté pour l'occasion. Cette personne est chargée de mener le sprint.
1. comprendre : journée consacrée à comprendre les défis, les opportunités, le public cible et à définir des indicateurs de réussite. Lors de l'après-midi, une carte de l'expérience client ou du processus est établie ;
2. esquisser : explorer le problème de manière créative et positive. Chaque participant(e) travaille de manière indépendante et développe de manière détaillée une ou plusieurs solutions aux problèmes rencontrés ;
3. décider : mise en commun et identification, via un processus structuré, des idées les plus prometteuses[9]. Élaboration d'un storyboard précis servant de base au prototype du jour 4 ;
4. prototype : création d'un prototype servant à démontrer les nouvelles idées ou conceptions. Le prototype ne doit pas nécessairement être parfait, il doit simplement être assez bon pour être montré aux testeurs ;
5. test : tests utilisateurs, idéalement en situation réelle, ou à distance si la situation le requiert. Le test est réalisé sur les cinq personnes les plus proches possible du public cible. L'interviewer est généralement un spécialiste en expérience utilisateur[10].

## Équipe
Le nombre idéal de personnes impliquées dans le sprint est de quatre à sept et ils comprennent un facilitateur appelé « Sprintmaster », un designer ainsi qu'un décideur (souvent un membre de la direction, un responsable de produit ou un propriétaire du produit. Le sprint privilégie les équipes pluridisciplinaires et vise à réduire le travail en silo (en). L'expertise des membres de l'équipe peut varier : marketing, développement, opérations, business, support client, etc.

## Études de cas
Exemples d'industries et problématiques ayant appliqué le processus du sprint avec succès au cours des années passées :
- publicité (The Mobile Majority, 2015[12]) ;
- coaching (Thoughtbot, 2015[13]) ;
- torréfacteur à café (Blue Bottle Coffe, 2013[14]) ;
- communications (Slack, 2015[15]) ;
- divertissement (Shopify, 2014[16]) ;
- Mode (Zalando, 2015, L'Oréal 2018[17]) ;
- technologie financière (N26, 2015[réf. nécessaire]) ;
- meubles (CustomMade, 2012[18]) ;
- jeux videos (Valve, 1997[19]) ;
- santé (Zubia, 2016[20]) ;
- apprentissage (Rosetta Stone, 2015[21]) ;
- industrie pharmaceutique (Merck, 2014[22]) ;
- podcasts (Gimlet Médias, 2015[23]).